# Marge Champion
Marge Champion (Los Angeles, 2 september 1919 – aldaar, 21 oktober 2020) was een Amerikaans danseres en actrice.

## Biografie
Van geboorte heet ze Marjorie Belcher. Haar halfzus was actrice Lina Basquette. Op jonge leeftijd begon ze al met dansen. Ze werd door The Walt Disney Company ingehuurd om model te staan voor de bewegingen in de animatiefilm Sneeuwwitje en de zeven dwergen (1937). Tot dan toe waren menselijke bewegingen in tekenfilms karikaturaal, maar Disney kreeg voor de nieuwe methode een ere-Oscar, een grote en zeven kleine. Marjorie was ook nog bewegingsmodel voor de Blauwe Fee in Pinokkio en een dansend nijlpaard in Fantasia.
Bij Disney leerde ze ook haar eerste man, Art Babbitt (1907-1992) kennen, de ontwerper van Goofy. Het paar trouwde in 1937, maar scheidde al in 1940.
In 1947 huwde ze met danser Gower Champion, wiens naam ze aannam als artiestennaam. Het paar scheidde in 1973. Gower en Marge Champion traden als dansers in verschillende films op, zoals Show Boat (1951), Lovely to Look At (1952) en Give a Girl a Break (1953).
In 1977 huwde ze met Boris Sagal, de vader van Katey Sagal. Boris Sagal verongelukte in 1981.
Als tachtiger stond ze nog acht maanden lang, zes dagen per week in de Follies van Stephen Sondheim op Broadway. Ze was ervan overtuigd dat haar vak haar jong hield.

## Beknopte filmografie
- 1952 : Lovely to Look At  (Mervyn LeRoy)
- 1953 : Give a Girl a Break (Stanley Donen)
- 1968 : The Party (Blake Edwards)
- 1968 : The Swimmer (Sydney Pollack)

- Bibliothèque nationale de France: cb139394679 (data)
- Gemeinsame Normdatei: 1019548304
- International Standard Name Identifier: 0000 0000 3182 699X
- Library of Congress Control Number: n94120346
- MusicBrainz: 8639b12a-72e9-43fe-9f01-9ea77b2bca80
- Nationale Bibliotheek van Tsjechië: xx0160849
- Nationale Bibliotheek van Israël: 987007411813105171
- Istituto Centrale per il Catalogo Unico: UBOV685159
- SNAC: w6tz5j2b
- Système universitaire de documentation: 088013871
- Virtual International Authority File: 64195461
- WorldCat: E39PCjGghgpYHMTVdXtYHyBvDy